# أولهاو
أولهاو هي مدينة من مدن البرتغال تقع في أقصى جنوب البرتغال. وتعتبر مدينة بحرية وفيها العديد من الموانئ ومنتجات صيد الأسماك، يبلغ عدد سكانها 45,396 نسمة وذلك حسب إحصائيات سنة 2011.

## توأمة
لأولهاو اتفاقيات توأمة مع كل من:
- أكادير
- Lesparre-Médoc [الإنجليزية]‏

## أعلام
- فاسكو فيرنانديس
- بيدرو ألبينو
- ألبرتو إيريا
- ماريا باروسو
- روبن فاريا